# Cavo del timpano
Il cavo del timpano o cassa del timpano è una camera ossea presente nella rocca petrosa dell'osso temporale facente parte dell'orecchio medio. All'interno di tale cavità, che comunica con faringe e apparato mastoideo tramite la Tromba di Eustachio e l'aditus ad antrum, è presente la catena degli ossicini.

## Disposizione e rapporti
Avendo forma di lente biconcava, è possibile riconoscere due pareti e una circonferenza divisa in 4 pareti (anteriore, posteriore, superiore e inferiore).
La parete laterale è formata per la maggior parte dal timpano mentre il resto è costituito dalla struttura ossea che lo circonda. Questa forma una cornice che è più stretta in avanti, in basso e indietro, mentre superiormente si fa più ampia e prende il nome di muro della loggetta. Tale segmento osseo separa il condotto uditivo esterno dalla parte più alta del cavo timpanico, il recesso epitimpanico.
La parete mediale o labirintica separa il cavo del timpano da alcune parti dell'orecchio interno. Presenta al centro un rilievo dovuto al giro basale della chiocciola, il promontorio, su cui il nervo timpanico lascia un solco. Rispetto al promontorio si trovano due fori, l'uno inferiore e l'altro superiore: la finestra rotonda e la finestra ovale. La prima mette in comunicazione l'estremità inferiore della scala timpanica della coclea con la cassa timpanica ed è chiusa dalla membrana secondaria del timpano; la seconda è un orifizio di forma ellittica sul cui contorno si fissa la base della staffa e che comunica con il vestibolo. Tra le due finestre, infine, è presente il seno del timpano, una depressione in rapporto con la parte ampollare del canale semicircolare posteriore.
Dietro e sotto la finestra ovale è presente l'eminenza piramidale, un piccolo rilievo osseo che nasce dalla sporgenza arcuata formata dal secondo tratto del canale del nervo facciale, nella quale è contenuto il muscolo stapedio. Anteriormente e superiormente alla finestra ovale, invece, si trova l'orifizio del canale del muscolo tensore del timpano
La parete anteriore della circonferenza o carotidea presenta l'ostio timpanico della tuba uditiva e l'apertura del canale del muscolo tensore del timpano mentre il resto della lamina ossea separa il cavo del timpano dal tratto ascendente del canale carotideo.
La parete posteriore della circonferenza o mastoidea presenta l'aditus ad antrum (l'orifizio che comunica con l'antro timpanico), la fossa dell'incudine (punto di inserzione del processo breve dell'incudine) e il foro d'ingresso della corda del timpano (che dà passaggio al ramo del nervo facciale che penetra nella cavità).
La parete superiore della circonferenza è formata dal tegmen tympani (una lamina ossea facente parte della squama del temporale. Forma anche la parete del recesso epitimpanico.
La parete inferiore della circonferenza o giugulare ha la forma di una doccia che può formare il recesso ipotimpanico dove trova sbocco il canale timpanico che dà passaggio al nervo timpanico e all'arteria timpanica inferiore.

## Vascolarizzazione ed innervazione
Le arterie vanno a formare una rete vascolare che assicura l'irrorazione di tutte le strutture contenute nella cassa timpanica:
- la parete anteriore è irrorata dall'arteria caroticotimpanica e timpanica anteriore, rami della carotide interna e mascellare;
- la parete superiore è irrorata dall'arteria caroticotimpanica e timpanica superiore, quest'ultimo ramo della'arteria meningea media;
- la parete posteriore è irrorata dall'arteria stilomastoidea, ramo della carotide esterna;
- la parete inferiore è irrorata dall'arteria timpanica inferiore, ramo della carotide esterna;
- la parete laterale è irrorata dall'arteria timpania anteriore;
- la parete mediale è irrorata dall'arteria caroticotimpanica, timpanica inferiore, timpanica superiore e dal ramo petroso superficiale della meningea media.

Le vene della cassa del timpano sfociano nelle vene meningee medie e nel seno petroso superiore superiormente, nel bulbo della vena giugulare interna e nei plessi pterigoideo, faringeo e carotideo interno inferiormente.
I vasi linfatici fanno capo ai linfonodi parotidei, retrofaringei e mastoidei.
L'innervazione sensitiva è data dal nervo timpanico o di Jacobson, ramo del nervo glossofaringeo; mentre quella simpatica viene dai nervi caroticotimpanici superiore e inferiore del plesso carotideo.

## Struttura

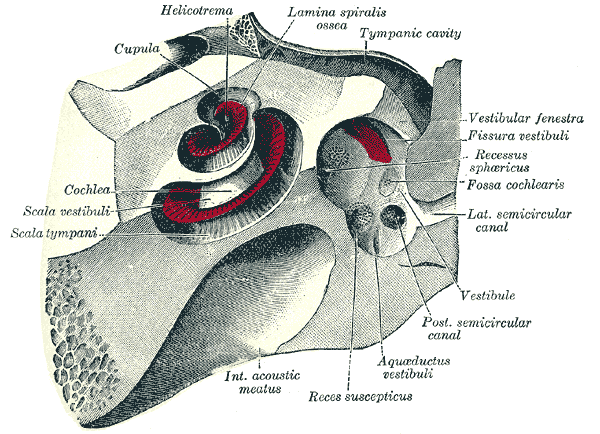
Cassa del timpano in relazione alla coclea

La cassa del timpano è rivestita da una mucosa in continuità con quella della tromba di Eustachio e quella delle cavità pneumatiche della porzione mastoidea. Tale tonaca mucosa riveste anche gli ossicini.
È composta da un epitelio pavimentoso semplice e una lamina propria in contatto con il periostio del temporale che contiene spesso linfociti. Vicino alla tuba uditiva si possono trovare piccoli gruppi di cellule cilindriche vibratili.
La membrana secondaria del timpano, che copre la finestra rotonda, è formata da uno strato più esterno di mucosa timpanica, da uno strato medio fibroso e da uno strato interno che continua nel rivestimento dell'orecchio interno.

## Derivazione embriologica
La cavità timpanica, come tutto l'orecchio medio, origina dal recesso tubotimpanico derivato dalla prima tasca faringea. Verso la fine del VI mese, la cassa del timpano entra in contatto con il fondo del condotto uditivo esterno formando la membrana timpanica. Fino all'VIII mese, la cavità del timpano è rappresentata da una fessura per via della massa mucosa presente che viene poi riassorbita allargando la cavità. Durante l'ultima parte del periodo fetale, un'espansione della cassa timpanica dà vita all'antro mastoideo.